# En matros, som tager afsked med sin pige
En matros, der tager afsked med sin pige er et genremaleri fra juni 1840 af C.W. Eckersberg. Det har tidligere tilhørt grosserer Bernhard Hirschsprung (bror til Heinrich Hirschsprung), men er i dag en del af samlingen på Ribe Kunstmuseum. Værket havde i 2015-16 en central placering i udstillingen Eckersberg - En smuk løgn på SMK i København, hvor det blev brugt som hovedmotiv både på udstillingsplakat og tilhørende katalog.
Billedet forestiller to personer, der skilles et sted i København. Personen til højre, en matros, har placeret hånden i retning mod parrets sammensmeltede skygge mod den bagvedliggende mur, hvilket ofte tolkes som pegende frem imod en fælles fremtid for de to.
I Eckersbergs dagbog fra 1840 skriver han den 16. juni: "Anlagt et lidet Maleri", og senere igen - ni dage senere - "Arbeidet paa og blevet færdig med et lidet Maleri forestillende en Matros som tager Afsked med sin Pige".
Den Kongelige Kobberstiksamling ejer et forstudie til værket i ca. kvart størrelse. Dette er udført på papir med blyant, pen, gråt blæk, pensel og gråbrun lavering i flere toner. Studiet blev erhvervet i 1998 på Kunsthallens Auktioner som en gave fra Kulturværdiudvalget, og var opført i auktionskataloget med titlen Et møde ved parkens mur. Dagslys